# Macuta

Ein Macuta, Kupfer, 1762

Macuta ist ein portugiesischer Kolonialmünztyp, der in den westafrikanischen Besitzungen Angola und Portugiesisch-Guinea (heute Guinea-Bissau) in Umlauf war.
Das Wort ist wohl afrikanischen Ursprungs und bezeichnete ursprünglich ein Stück Kleiderstoff. Diese Stoffstücke wurden häufig als (Zwischen-)Tauschware an Geldes statt für den Handel in Westafrika verwendet.
Die Münzen wurden ab 1762 geprägt. Es gab sie in Stücken zu Viertel, Halben und Ganzen in Kupfer. In Silber wurden Münzen zu 12, 10, 8, 6, 4 und 2 Macutas ausgeprägt.